# BaNK
BaNK（Beach and Navigation Keeper）工法とは、波浪によって生じる往復流場に非対称形状を有する構造物（BaNKブロック）を複数個設置するだけで、海底付近に波の一周期平均的な一方向流を任意の方向に生成させることで、底質移動の自在な制御を可能とするものである。
日本は周りを海に囲まれており、その地理的条件もあって、貿易の際に港湾が重要なものとなっている。
一方、航路の浚渫に代表される港湾の維持管理には多くの費用が費やされ、管理者である各自治体の大きな負担となっている。そこで、波浪エネルギーを利用して底質の輸送の自在な制御を可能とするBaNKシステムを適用することで、航路埋没を抑制し港湾の維持管理のコストを軽減することが出来る。